# Sumner (Illinois)
Sumner és una població dels Estats Units a l'estat d'Illinois. Segons el cens del 2000 tenia 1.022 habitants.

## Demografia
Segons el cens del 2000, Sumner tenia 1.022 habitants, 369 habitatges, i 238 famílies. La densitat de població era de 383,1 habitants/km².
Dels 369 habitatges en un 32,2% hi vivien nens de menys de 18 anys, en un 48% hi vivien parelles casades, en un 11,7% dones solteres, i en un 35,5% no eren unitats familiars. En el 32,5% dels habitatges hi vivien persones soles el 17,9% de les quals corresponia a persones de 65 anys o més que vivien soles. El nombre mitjà de persones vivint en cada habitatge era de 2,4 i el nombre mitjà de persones que vivien en cada família era de 3.
Per edats la població es repartia de la següent manera: un 23% tenia menys de 18 anys, un 8% entre 18 i 24, un 26,1% entre 25 i 44, un 23,9% de 45 a 60 i un 19% 65 anys o més.
L'edat mediana era de 39 anys. Per cada 100 dones de 18 o més anys hi havia 83,9 homes.
La renda mediana per habitatge era de 25.489 $ i la renda mediana per família de 36.667 $. Els homes tenien una renda mediana de 23.068 $ mentre que les dones 19.688 $. La renda per capita de la població era de 14.808 $. Aproximadament el 13,5% de les famílies i el 16,9% de la població estaven per davall del llindar de pobresa.

## Poblacions més properes
El següent diagrama mostra les poblacions més properes.